# BAFTA-díj a legjobb rövidfilmnek
A legjobb rövidfilmnek járó BAFTA-díjat a Brit Film- és Televíziós akadémia 1978 óta ítéli oda.

## Díjazottak és jelöltek
(A díjazottak félkövérrel vannak jelölve)

## 2020-as évek
- 2025
- Rock, Paper, Scissors – rendező: Franz Böhm és Hayder Rothschild Hoozeer
  - Marion – rendező: Joe Weiland, Finn Constantine és Marija Djikic
  - Milk – rendező: Miranda Stern és Ashionye Ogene
  - Stomach Bug – rendező: Matty Crawford és Karima Sammout-Kanellopoulou
  - The Flowers Stand Silently, Witnessing – rendező: Theo Panagopoulos és Marissa Keating
- 2024
- Jellyfish and Lobster – rendező: Yasmin Afifi és Elizabeth Rufai
  - Festival of Slaps – rendező: Abdou Cissé, Cheri Darbon és George Telfer
  - Gorka – rendező: Joe Weiland és Alex Jefferson
  - Such a Lovely Day – rendező: Simon Woods, Polly Stokes, Emma Norton és Kate Phibbs
  - Yellow – rendező: Elham Ehsas, Dina Mousawi, Azeem Bhati és Yiannis Manolopoulos
- 2023
  - An Irish Goodbye – rendező: Tom Berkley, Ross White
  - A Drifting Up – rendező: Jacob Lee
  - Bazigaga – rendező: Jo Ingabire Moys, Stephanie Charmail
  - Bus Girl – rendező: Jessica Henwick, Louise Palmkvist Hansen
  - The Ballad Of Olive Morris – rendező: Alex Kayode-Kay
- 2022
  - The Black Cop – rendező: Cherish Oleka
  - Femme – rendező: Sam H. Freeman, Ng Choon Ping, Sam Ritzenberg, Hayley Williams
  - Stuffed – rendező: Theo Rhys, Joss Holden-Rea
  - The Palace – rendező: Jo Prichard
  - Three Meetings Of The Extraordinary Committee – rendező: Michael Woodward, Max Barron, Daniel Wheldon
- 2021
  - The Present – rendező: Farah Nabulsi
  - Eyelash – rendező: Jesse Lewis Reece, producer: Ike Newman
  - Lizard – rendező: Akinola Davies, producer: Rachel Dargavel, Wale Davies
  - Lucky Break – rendező: John Addis, producer: Rami Sarras Pantoja
  - Miss Curvy – rendező: Ghada Eldemellawy
- 2020
  - Learning to Skateboard in a Warzone (If You're a Girl) – rendező: Carol Dysinger, producer:  Elena Andreicheva
  - Azaar – rendező: Myriam Raja, producer: Nathanael Baring
  - Goldfish – rendező: Hector Dockrill, producer: Harri Kamalanathan, Benedict Turnbull, és Laura Dockrill
  - Kamali – rendező: Sasha Rainbow, producer: Rosalind Croad
  - The Trap – rendező: Lena Headey, producer:  Anthony Fitzgerald

## 2010-es évek
- 2019
  - 73 Cows – rendező: Alex Lockwood
  - Bachelor, 38 – rendező: Angela Clarke
  - The Blue Door – rendező: Paul Taylor, producer: Ben Clark, Megan Pugh
  - The Field – rendező: Sandhya Suri, producer: Balthazar de Ganay
  - Wale – rendező: Barnaby Blackburn, producer: Sophie Alexander, Catherine Slater, Edward Speleers
- 2018
  - Cowboy Dave – rendező: Colin O’Toole, producer: Jonas Mortensen
  - Aamir – rendező: Vika Evdokimenko, producer: Emma Stone
  - A Drowning Man – rendező: Mahdi Fleifel, producer: Signe Byrge Sørensen
  - Work – rendező: Aneil Karia, producer: Scott O’Donnell
  - Wren Boys – rendező: Harry Lighton, producer: Sorcha Bacon
- 2017
  - Home – rendező: Shpat Deda, producer: Daniel Mulloy, Afolabi Kuti
  - Consumed – rendező: Richard John Seymour
  - Mouth of Hell – rendező: Bart Gavigan, Samir Mehanović, producer: Ailie Smith
  - The Party – rendező: Farah Abushwesha, producer: Emmet Fleming, Andrea Harkin
  - Standby – rendező: Jack Hannon, producer: Charlotte Regan
- 2016
  - Operator – rendező: Caroline Bartleet, producer: Rebecca Morgan
  - Elephant – rendező: Nick Helm, producer: Alex Moody és Esther Smith
  - Mining Poems or Odes – rendező: Jack Cocker, producer: Callum Rice
  - Over – rendező: Jeremy Bannister, producer: Jörn Threlfall
  - Samuel-613 – rendező: Cheyenne Conway, producer: Billy Lumby
- 2015
  - Boogaloo and Graham – rendező: Brian J. Falconer, producer: Michael Lennox
  - Emotional Fusebox – rendező: Michael Berliner, producer: Rachel Tunnard
  - Slap – rendező: Islay Bell-Webb, producer: Michelangelo Fano
  - The Kármán Line – rendező: Oscar Sharp, producer: Campbell Beaton
  - Three Brothers – rendező: Aleem Khan, producer: Matthieu de Braconier
- 2014
  - Room – rendező: James W. Griffiths, producer: Ohna Falby, Sophie Venner
  - Island Queen – rendező: Ben Mallaby, producer: Emma Hughes
  - Keeping Up with the Joneses – rendező: Michael Pearce, producer: Megan Rubens
  - Orbit Ever After – rendező: Jamie Magnus Stone, producer: Chee-Lan Chan, Len Rowles
  - Sea View – rendező: Jane Linfoot, producer: Anna Duffield
- 2013
  - Swimmer – rendező: Lynne Ramsay, producer: Peter Carlton, Diarmid Scrimshaw
  - The Curse – rendező: Fyzal Boulifa
  - Good Night – rendező: Muriel d'Ansembourg, producer: Eva Sigurdardottir
  - Tumult – rendező: Johnny Barrington, producer: Rhianna Andrews
  - The Voorman Problem – rendező: Mark Gill, producer: Baldwin Li, Lee Thomas
- 2012
  - Pitch Black Heist – rendező: John Maclean, producer: Gerardine O'Flynn
  - Chalk – rendező: Martina Amati, producer: Martina Amati, Gavin Emerson
  - Mwansa The Great – rendező: Rungano Nyoni, producer: Rungano Nyoni, Gabriel Gauchet
  - Only Sound Remains – rendező: Arash Ashtiani
  - Two & Two – rendező: Babak Anvari, producer: Babak Anvari, Kit Fraser
- 2011
  - Until The River Runs Red – rendező: Paul Wright, producer: Poss Kondeatis
  - Connect – rendező: Jonathan Samuel Abrahams, producer: Beau Gordon
  - Lin – rendező: Jonathan Piers Thompson, producer: Simon Hessel
  - Rite – rendező: Jonathan Michael Pearce, producer: Ross McKenzie, Paul Welsh
  - Turning – rendező: Jonathan Karni Arieli, Saul Freed, producer: Alison Sterling, Kat Armour-Brown
- 2010
  - I Do Air – rendező: Martina Amati producer: James Bolton, Martina Amati író: Martina Amati
  - Jade – rendező: Daniel Elliott producer: Sam Haillay író: Daniel Elliott
  - Lope – rendező: Andrucha Waddington producer: Asitha Ameresekere író: Jordi Gasull, Ignacio del Moral
  - Mixtape – rendező: Luke Snellin producer: Luti Fagbenle író: Luke Snellin
  - Off Season – rendező: Jonathan van Tulleken producer: Jacob Jaffke író: Jonathan van Tulleken

## 2000-es évek
- 2009
  - September – rendező: Esther Campbell producer: Stewart Le Marechal író: Esther Campbell Stewart
  - Kingsland #1: The Dreamer – rendező: Tony Grisoni producer: Kate Ogborn író: Tony Grisoni
  - Love You More – rendező: Sam Taylor Wood producer: Caroline Harvey, Anthony Minghella író: Patrick Marber
  - Ralph – rendező: Alex Winckler producer: Olivier Kaempfer író: Alex Winckler
  - Voyage d'affaires – rendező: Sean Ellis producer: Celine Quideau író: Sean Ellis
- 2008
  - Dog Altogether – rendező: Paddy Considine producer: Diarmid Scrimshaw író: Paddy Considine
  - Hesitation – rendező: Virginia Gilbert prudcer: Julien Berlan, Michelle Eastwood író: Virginia Gilbert
  - Soft – rendező. Simon Ellis producer: Jane Hooks író: Simon Ellis
  - The One and Only Herb McGwyer Plays Wallis Island – rendező: James Griffiths producer: Charlie Henderson író: Tim Key, Tom Basden
  - The Stronger – rendező: Lia Williams producer: Dan McCulloch író: Frank McGuinness
- 2007
  - Do Not Erase – rendező: Asitha Ameresekere producer: Asitha Ameresekere író: Asitha Ameresekere
  - Care – rendező: Corinna Faith producer: Rachel Bailey, Tracy Bass író: Corinna Faith
  - Cubs – rendező: Tom Harper producer: Lisa Williams író: Tom Harper
  - Hikikomori – rendező: Paul Wright producer: Karley Duffy író: Paul Wright
  - Kissing, Tickling and Being Bored – rendező: Jim McRoberts producer: David Smith író: Jim McRoberts
- 2006
  - Antonio's Breakfast – rendező: Daniel Mulloy producer: Howard Stogdon, Amber Templemore-Finlayson író: Daniel Mulloy
  - Call Register – rendező: Ed Roe producer: Kit Hawkins, Adam Tudhope író: Ed Roe
  - Heavy Metal Drummer – rendező: Toby MacDonald, Luke Morris producer: Toby MacDonald, Luke Morris, Amanda Boyle író: Toby MacDonald, Luke Morris
  - Heydar, An Afghan in Tehran – rendező: Babak Jalali producer: Homayoun Assadian író: Babak Jalali
  - Lucky – rendező: Avie Luthra producer: Bex Hopkins író: Avie Luthra
- 2005
  - The Banker – rendező: Hattie Dalton producer: Kelly Broad író: Hattie Dalton
  - Can't Stop Breathing – rendező: Amy Neil producer: Ravinder Basra író: Amy Neil
  - Elephant Boy – rendező: Rene Mohandas producer: Durdana Shaikh író: Rene Mohandas
  - Knitting a Love Song – rendező: Debbie Ballin, Annie Watson producer: Debbie Ballin, Annie Watson író: Debbie Ballin
  - Six Shooter – rendező: Martin McDonagh producer: Mia Bays, Kenton Allen író: Martin McDonagh
- 2004
  - Brown Paper Bag – rendező: Michael Baig Clifford producer: Natasha Carlish, Mark Leveson író: Geoff Thompson
  - Bye Child – rendező: Bernard Maclaverty producer: Andrew Bonner író: Bernard Maclaverty
  - Nits – rendező: Harry Wootliff producer: George Isaac író: Harry Wootliff
  - Sea Monsters – rendező: Mark Walker producer: Matt Delargy író: Raphael Smith
  - Talking with Angels – rendező: Yousaf Ali Khan producer: Michael Knowles, Janey de Nordwall író: Yousaf Ali Khan
- 2003
  - My Wrongs #8245–8249 & 117 – rendező: Chris Morris producer: Mark Herbert író: Chris Morris
  - Bouncer – rendező: Michael Baig Clifford producer: Natasha Carlish, Sophie Morgan író: Geoff Thompson
  - Candy Bar Kid – rendező: Shah Khan producer: Benjamin Johns író: Shah Khan
  - Good Night – rendező: Sun-Young Chun producer: Yoav Factor író: Sun-Young Chun
  - The Most Beautiful Man in the World – rendező: Alicia Duffy producer: Hugh Welchman író: Alicia Duffy
  - Rank – rendező: David Yates producer: Andrew O'Connell író: Robbie McCallum
- 2002
  - About a Girl – rendező: Brian Percival producer: Janey de Nordwall író: Julie Rutterford
  - Inferno – rendező: Paul Kousoulides producer: Teun Hilte író: Sharat Sardana
  - The Red Peppers – rendező: Dominic Santana producer: Dominic Santana, Lee Santana író: Lee Santana
  - Skin Deep – rendező: Yousaf Ali Khan producer: Andy Porter író: Yousaf Ali Khan
  - Tattoo – rendező: Jules Williamson producer: Arabella Page Croft, Sara Putt író: Jemma Field
- 2001
  - Shadowscan – rendező: Tinge Krishnan producer: Gary Holding, Justine Leahy író: Tinge Krishnan
  - Going Down – rendező: Tom Shankland producer: Soledad Gatti-Pascual író: Jane Harris
  - The Last Post – rendező: Dominic Santana producer: Lee Santana író: Lee Santana
  - Sweet – rendező: James Pilkington producer: Rob Mercer író: James Pilkington
- 2000
  - Who's My Favourite Girl – rendező: Adrian McDowall producer: Joern Utkilen, Kara Johnston író: Adrian McDowall
  - Bait – rendező: Tom Shankland producer: Soledad Gatti-Pascual író: Jane Harris
  - Perdie – rendező: Faye Gilbert producer: Rachel Shadick író: Faye Gilbert
  - The Tale of the Rat the Wrote – rendező: Billy O'Brien producer: Ruth Kenley-Letts, Lisa-Marie Russo író: Murilo Pasta

## 1990-es évek
- 1999
  - Home – rendező: Morag McKinnon producer: Hannah Lewis író: Colin McLaren
  - Anthrakitis – rendező: Sara Sugarman producer: Natasha Dack író: Sara Sugarman
  - Eight – rendező: Stephen Daldry producer: Jon Finn író: Tim Clague
  - In Memory of Dorothy Bennett – rendező: Martin Radich producer: Catherine McArthur író: Martin Radich
- 1997
  - Des Majorettes dans l'Espace – rendező: David Fourier producer: Carole Scotta író: David Fourier
  - Butterfly Man – rendező: Barry Ackroyd producer: Robin Macpherson író: Barry Ackroyd
  - Dual Balls – rendező: Dan Zeff producer: Laurence Bowen író: Dan Zeff
  - Machinations – rendező: Ralph Seiler producer: Alice Beckmann író: Ralph Seiler
  - Tout doit disparaître – rendező: Jean-Marc Moutout producer: François Barat író: Jean-Marc Moutout
- 1996
  - It's Not Unusual – rendező: Kfir O producer: Asmaa Pirzada író: Kfir O
  - Cabbage – rendező: David Stewart producer: Noelle Pickford író: David Stewart
  - Hello Hello Hello – rendező: David Thewlis producer: Helen Booth, James Roberts író: David Thewlis
  - The Last Post – rendező: Ed Blum producer: Neris Thomas író: Ed Blum
- 1995
  - Zinky Boys Go Underground – rendező: Paul Tickell producer: Tatianna Kennedy
  - Lost Mojave – rendező: Jonathan Cordish producer: Vladimir Perlovich
  - Marooned – rendező: Jonas Grimås producer: Andrea Calderwood
  - That Sunday – rendező: Dan Zeff producer: Damiano Vukotic író: Dan Zeff
- 1994
  - Franz Kafka's It's a Wonderful Life – rendező: Peter Capaldi producer: Ruth Kenley-Letts író: Peter Capaldi
  - A Small Deposit – rendező: Eleanor Yule producer: Paul Holmes író: Barry Ackroyd
  - One Night Stand – rendező: Bill Britten producer: Georgia Masters
  - Syrup – rendező: Paul Unwin producer: Anita Overland
- 1993
  - Omnibus – rendező: Sam Karmann producer: Anne Bennett író: Sam Karmann
  - Deux Ramoneurs chez une Cantatrice – rendező: Michel Cauléa
  - Heartsongs – rendező: Sue Clayton producer: Caroline Hewitt író: Sue Clayton
  - Sense of History – rendező: Mike Leigh producer: Simon Channing Williams író: Jim Broadbent
- 1992
  - The Harmfulness of Tobacco – rendező: Nick Hamm producer: Bary Palin
  - Breath of Life – rendező: Navin Thapar
  - Man Descending – rendező: Neil Grieve producer: Ray Lorenz
  - Trauma – rendező: Gerhard Johannes Rekel
- 1991
  - Say Goodbye – rendező: John Roberts producer: Michele Carmada
  - An der Grenze – rendező: Max Linder producer: Michael Drexler
  - Chicken – rendező: Jo Shoop producer: Julian Nott
  - Dear Rosie – rendező: Peter Cattaneo producer: Barnaby Thompson
- 1990
  - The Candy Show – rendező: Peter Hewitt producer: Damian Jones író: Peter Hewitt, David Freeman
  - Carmelo Campo – rendező: Ariel Piluso producer: Carlos Toscano, Gabriel Enis író: Ariel Piluso
  - Tight Trousers – rendező: Metin Hüseyin producer: Elaine Donnelly
  - Uhloz – rendező: Guy Jacques producer: Isabelle Groulleart író: Guy Jacques

## 1980-as évek
- 1989
  - Defence Counsel Sedov – rendező: Evgeny Tsymbal
  - Cane Toads: An Unnatural History – rendező: Mark Lewis
  - The Unkindest Cut – rendező: Jim Shields
  - Water's Edge – rendező: Suri Krishnamma
- 1988
  - Artisten – rendező: Jonas Grimås
  - D'Apres Maria – rendező: Jean-Claude Robert
  - Short and Curlies – rendező: Mike Leigh
  - Treacle – rendező: Peter Chelsom
- 1987
  - La Boule – rendező: Simon Shore
  - King's Christmas – rendező: Graham Dixon
  - Mohammed's Daughter – rendező: Suri Krishnamma
  - Night Movie – rendező: Gur Heller
- 1986
  - Careless Talk – rendező: Noella Smith
  - One for My Baby – rendező: Chris Fallon
  - The Woman who Married Clark Gable – rendező: Thaddeus O’Sullivan
- 1985
  - The Dress – rendező: Eva Sereny
  - Killing Time – rendező: Chris O'Reilly
  - Samson and Delilah – rendező: Mark Peploe
- 1984
  - Goodie Two Shoes – rendező: Ian Emes
  - The Crimson Permanent Assurance – rendező: Terry Gilliam
  - John Love – rendező: John Davis
  - Keep Off the Grass – rendező: Paul Weiland
- 1983
  - The Privilege – rendező: Ian Knox
  - Rating Notman – rendező: Carlo Gebler
  - The Rocking Horse Winner – rendező: Robert Bierman
  - A Shocking Accident – rendező: James Scott
- 1982
  - Recluse – rendező: Bob Bentley
  - Couples and Robbers – rendező: Clare Peploe
  - Towers of Babel – rendező: Jonathan Lewis
- 1981
  - Sredni Vashtar – rendező: Andrew Birkin
  - Box On – rendező: Lindsey Clennell
  - Dollor Bottom – rendező: Roger Christian
  - Possessions – rendező: Andrew Bogle
- 1980
  - Butch Minds the Baby – rendező: Peter Webb
  - Dilemma – rendező: Clive Mitchell
  - Dream Doll – rendező: Bob Godfrey
  - Mr Pascal – rendező: Alison De Vere

## 1970-es évek
- 1979
  - Nem osztottak ki díjat.
- 1978
  - The Bead Game – rendező: Ishu Patel
  - The Chinese Word for House – rendező: Kate Canning
  - The Sand Castle – rendező: Co Hoedeman

## Külső hivatkozások
- BAFTA hivatalos oldal